# Stenoptilia gratiolae
Stenoptilia gratiolae is een vlinder uit de familie vedermotten (Pterophoridae). De wetenschappelijke naam is voor het eerst geldig gepubliceerd in 1990 door Gibeaux & Nel.
De soort komt voor in Europa.